# Musée national Clemenceau-de-Lattre
Le musée national Clemenceau-de-Lattre, anciennement connu sous le nom de musée national des Deux Victoires, est un musée national situé à Mouilleron-en-Pareds dans le département de la Vendée et la région Pays de la Loire.
Il est consacré aux vies de l'homme politique Georges Clemenceau et du militaire Jean de Lattre de Tassigny, les deux hommes étant tous deux natifs de Mouilleron-en-Pareds.

## Le musée
Inauguré le 20 novembre 1959, le musée met en parallèle les vies de ces deux grandes figures du XXe siècle en France et leurs rôles respectifs lors des deux conflits mondiaux (Clemenceau en tant que président du Conseil des ministres lors de la Première Guerre mondiale et de Lattre en tant que général d'armée lors de la Seconde). À la manière d'un mémorial, il propose de suivre leurs parcours à travers des œuvres d'art et d'autres documents d'époque ainsi que de découvrir dans son état d'origine la maison où Jean de Lattre est né et a passé son enfance.
En 2018, un nouveau musée uniquement consacré à Georges Clemenceau ouvre ses portes. Il se situe dans la maison natale de l'homme politique, acquise par l'État en 2005, à côté de celle de de Lattre.